# 영국의 왕가

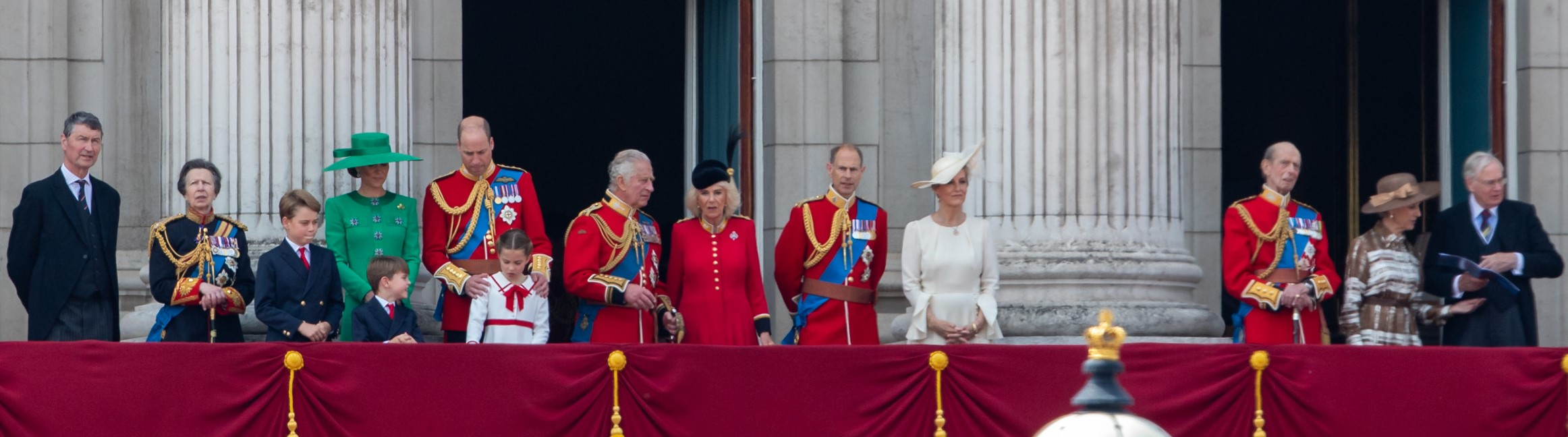
2023년 군기분열식에서 영국의 왕가

영국의 왕가(British royal family)는 영국의 국왕과 그 가족 · 친족 (왕족)으로 구성된 집단을 말한다.

## 영국의 왕위 계승 순위
- 1위 웨일스 공 윌리엄
- 2위 웨일스 공자 조지
- 3위 웨일스 공녀 샬럿
- 4위 웨일스 공자 루이
- 5위 서식스 공작 해리
- 6위 서식스 공자 아치
- 7위 서식스 공녀 릴리벳
- 8위 요크 공작 앤드루
- 9위 요크 공녀 베아트리스
- 10위 시에나 마펠리 모치
- 11위 요크 공녀 유제니
- 12위 어거스트 브룩스뱅크
- 13위 어니스트 브룩스뱅크
- 14위 에든버러 공작 에드워드
- 15위 웨식스 백작 제임스
- 16위 레이디 루이즈 윈저
- 17위 프린세스 로열 앤
- 18위 피터 필립스
- 19위 사바나 필립스
- 20위 아일라 필립스
- 21위 자라 틴들
- 22위 미아 틴들
- 23위 레이나 틴들
- 24위 루카스 틴들
- 25위 제2대 스노든 백작 데이비드 암스트롱존스
- 26위 린리 자작 찰스 암스트롱존스
- 27위 레이디 마가리타 암스트롱존스
- 28위 레이디 사라 차토
- 29위 새뮤얼 차토
- 30위 아서 차토
- 31위 글로스터 공작 리처드
- 32위 얼스터 백작 알렉산더 윈저
- 33위 컬로든 경 크산 윈저
- 34위 레이디 코지마 윈저
- 35위 레이디 다비나 윈저
- 36위 세나 루이스
- 37위 타네 루이스
- 38위 레이디 로즈 길먼
- 39위 라일라 길먼
- 40위 루퍼스 길먼

## 같이 보기
- 영국 왕실의 재정
- 영국 공화주의 운동
- 캐나다 국왕
- 뉴질랜드 군주제
- 영국의 군주